# Ярцев, Сергей Владимирович
Сергей Владимирович Ярцев (род. 1 октября 1967, Тула) — российский историк, специалист по античной истории Северного Причерноморья, доктор исторических наук, профессор кафедры истории и археологии ТГПУ им. Л. Н. Толстого, руководитель археологического центра «Киммерия».

## Биография
Сергей Владимирович Ярцев родился в городе Туле 1 октября 1967 года.
В 2008 году Ярцевым Сергеем Владимировичем в Белгородском государственном университете под научным руководством доктора исторических наук, профессора Зубарева В.Г. была защищена диссертация на соискание учёной степени кандидата исторических наук на тему: "Варварский мир Северного Причерноморья второй половины I - третьей четверти IV вв. н.э." Научными оппонентами выступили доктор исторических наук, профессор Молев Е.А. и кандидат исторических наук Завойкина Н.В. В своей работе Сергей Владимирович акцентировал внимание на дифференцированном изучении варварского мира Северного Причерноморья, рассматривая «Готскую проблему» через призму различных локальных варварских объединений, которые отличались друг от друга по ряду признаков. Это позволило по-новому осветить ряд неразрешённых вопросов этнической истории Северного Причерноморья в период первого этапа Великого переселения народов.
В 2016 году под научным консультированием Зубарева В.Г. защитил докторскую диссертацию по теме: "Античная Цивилизация и варвары Серверного Причерноморья в условиях этнической миграции (3-я четверть I в. до н.э. – 3-я четверть IV в. до н.э.)". Научными оппонентами выступили доктор исторических наук, профессор Абрамзон М.Г. , доктор исторических наук, доцент Зиньковская И.В., доктор исторических наук, профессор Могаричев Ю.М. В своей диссертационной работе Ярцев предпринял попытку восстановить логику имперского стратегического мышления в Северном Причерноморье в римское и позднеантичное догуннское время, а так же в виду отсутствия единой точки зрения в историческом сообществе на маршруты передвижения, районы расселения и особенности взаимоотношений готов как с другими варварами, так и с античными причерноморскими государствами и Римской империей, и дал этому объяснение исходя из имеющихся данных историографии, письменных и материальных исторических источников.
Тем не менее, Зиньковская И.В. в своей рецензии "Готская проблема в контексте постмодерна" на монографию Ярцева "Северное Причерноморье в римский период и проблема готской экспансии" указывает, что "С. В. Ярцев вслед за В. П. Будановой недооценивает роль готов в истории Северного Причерноморья римского времени. Предложенная автором «новая концепция» готской экспансии, а также готского «Ойума» опирается на весьма умозрительные гипотезы и сомнительные факты и не подкрепляется надежными данными письменных и археологических источников". 
2 декабря 2023 года стал руководителем открывшегося центра археологических исследований «Киммерия».

## Научная деятельность
Направления научной деятельности С. В. Ярцева:
- античная история и археология античной цивилизации и варварского мира Серверного Причерноморья,
- военно-политическая стратегия Римской Империи в Северном Причерноморье.

С. В. Ярцев является автором более 230 научных статей.
Также он исполняет обязанности заместителя начальника Белинской археологической экспедиции ТГПУ им. Л. Н. Толстого.
С. В. Ярцев самостоятельно проводит археологические разведки на территории Восточного Крыма в урочище Аджиэль, открытом в 2018 году сотрудниками Белинской археологической экспедиции. Является начальником Аджиэльского археологического отряда, который с 2025 года планируется преобразовать в Аджиэльскую археологическую экспедицию ТГПУ им. Л. Н. Толстого. 
Член редакционной коллегии журнала «Тульский научный вестник. Серия История. Языкознание».
Член редакционной коллегии, член редакционного совета журнала «Материалы по археологии и истории античного и средневекового Причерноморья». 

## Избранная библиография
- Ярцев С. В. Северное Причерноморье в римский период и проблема готской экспансии: монография / С. В. Ярцев. — Тула: Изд-во ТГПУ им. Л. Н. Толстого, 2014. — 356 с. — ISBN 978-5-87954-887-7.

- Ярцев С. В., Зубарев В. Г., Бутовский А. Ю. Греко-варварский Крым в период поздней античности (III—IV вв. н. э.: от морских походов до битвы при Адрианополе) / С. В. Ярцев, В. Г. Зубарев, А. Ю. Бутовский / Под науч. ред. А. А. Масленникова. Тула: Изд-во ТГПУ им. Л. Н. Толстого, 2015.

- Зубарев В. Г., Смекалов С. Л., Ярцев С. В. Культурно-исторический ландшафт Аджиэльской балки в Восточном Крыму / Под науч. ред. А. А. Масленникова. — Тула: ООО «Аквариус», 2019. — 220 с.

- Bogdanov D., Litovchenko Е., Gratsianskiy М., Semicheva Е., Ryabtseva M., Kutomanov S., Bolgov N., Prokopenko S., Papkov A., Hadjikyriakos I., Yartsev S. Issues of Identity Metamorphoses in Transitional Epochs: Social Changes and Mental Evolution / E. Litovchenko (edit.). Newcastle upon Tyne: Cambridge Scholars Publishing, 2021. 149 p.
- Ярцев С.В., Шушунова Е.В. 2024. Культ предков у гуннов как ключевой фактор появления новой волны кочевников в Северном Причерноморье во второй половине IV в. н. э. Via in tempore. История. Политология, 51(1): 44-53. DOI: 10.52575/2687-0967-2024- 51-1-44-53

Учебные пособия 
- Ярцев, С. В. Историография военно-политической и этнической истории Крыма второй половины III-IV вв. [Текст] : учебно-методическое пособие для студентов вузов / Ярцев С. В., Зубарев В. Г., Бутовский А. Ю. - Тула : ТППО, 2018. - 168 с.; 20 см.; ISBN 978-5-6041223-3-4 : 700 экз.[10]

## Награды
- Медаль Тульской области «Трудовая доблесть» III степени (2023 г.)[1]

- Почетная грамота Тульской областной Думы (2018 г.)[1]

- Благодарственное письмо Управления МВД РФ по Тульской области (2017 г.)[1]

- Благодарственное письмо Управления МВД РФ по Тульской области (2018 г.)[1]

- Благодарственное письмо Депутата Государственной Думы Федерального собрания РФ (2018 г.)[1]

- Медаль Восточно-Крымского историко-культурного музея-заповедника «За верность делу» (2019 г.)[1]